# Erik Söderlund (gångare)
Erik Napoleon Söderlund, född 11 april 1925 i Stockholm, död 27 juli 2009 i Västervik, var en svensk gångare. Han tävlade för Stockholms GK. Hans tvillingbror, Åke Söderlund, har också tävlat i gång.
Söderlund tävlade i herrarnas 50 kilometer gång för Sverige vid olympiska sommarspelen 1960 i Rom, dock utan att slutföra tävlingen.
1961 och 1963 slutade Söderlund på femte plats i herrarnas 20 kilometer gång vid IAAF World Race Walking Cup. Han vann även Nordiska mästerskapet i gång 1959 på 50 kilometer samt tog silver 1963 och brons 1957 och 1961 på 20 kilometer.